# Réserve naturelle Koriak
La réserve naturelle Koriak ou réserve naturelle de Koriakski (en russe : Корякский заповедник) est une aire protégée, réserve naturelle d’État, située à l'extrémité de la péninsule Govena à l'est du Kamtchatka, dans l'Extrême-Orient russe. La réserve couvre une superficie de 327 106 hectares. Koryak est une zone importante pour de grandes colonies d’oiseaux aquatiques nicheurs et d’oiseaux de mer migrateurs ;  La protection de cette zone a été l’une des raisons de la création de la réserve en 1995. Le site fait partie d’une zone humide Ramsar d’importance internationale. Les communautés florales de la réserve sont également protégées, notamment la « toundra de la forêt de Béring ».

## Description
- Parapolski Dol (1 764 km2, plus une aire protégée adjacente de 3 375 km2). Située au nord-ouest du Kamtchatka, Parapolski comprend la partie sud des basses terres de Parapolski. Ce secteur est principalement constitué de vallées fluviales, dont celle de la rivière Kuyul, avec de larges plaines plates. À Parapolski, on estime à 10 000 le nombre de lacs et d’étangs karstiques dans les vallées fluviales et les bassins intermontagneux. Le plus grand lac est le lac Talovskoye (44 km2).
- Cap Govena : ce secteur couvre la pointe sud de la péninsule Govena, qui est séparée de la péninsule principale du Kamtchatka par la baie de Karaginski. La mer de Béring se trouve à l’est. Les hautes terres de Koryak traversent la péninsule Govena, de sorte que le cap Govena est montagneux ; contrairement au secteur Parapolsky, les rivières du cap Gauvin sont montagneuses, avec des cascades.
- Baie de Lavrov : le secteur de la baie Lavrov se trouve au nord du cap Gauvin.

## Faune
Les scientifiques de la réserve ont enregistré 44 espèces de mammifères : 24 y résident de façon permanente, 5 sont migrateurs et 15 sont des mammifères marins. Les rivières de la réserve sont d’importantes frayères pour le saumon, le kéta, la truite brune, l’omble de fontaine et l’ombre du Kamtchatka. En raison de son caractère marécageux, le site Parapolski Dol abrite une grande variété d’oiseaux aquatiques et d’échassiers - canards, oies, cormorans et mouettes. Pendant la migration de printemps et d’automne, des centaines de milliers d’oiseaux nichent ou se reposent sur le site. Les hauts plateaux de Koryak sont l’un des plus grands sites de mouflons d’Amérique en Asie du Nord-Est. Les sites de Cape Gauvin et de Lavosky, avec leurs rochers et leurs corniches côtières, abritent plus de 30 grandes colonies d’oiseaux marins. Les espèces comprennent le pygargue de Steller, la sterne des Aléoutiennes et le bécasseau spatule.